# Villa Rodella
Villa Pasqualigo, Pasinetti, Rodella è una villa veneta di Fontanafredda, frazione del comune di Cinto Euganeo, in provincia di Padova.
Si trova al limitare occidentale dei colli Euganei, affacciata alla strada per Lozzo Atestino e al canale Bisatto.

## Storia
Si presume che il complesso sia successivo al 1559, quando la Repubblica di Venezia intraprese la bonifica delle paludi comprese tra il monte Lozzo e il monte Cinto mediante lo scavo del canale Bisatto. L'impianto, effettivamente, dovrebbe collocarsi sul finire del XVI secolo.
Originariamente proprietà dei patrizi Pasqualigo, dopo una serie di rifacimenti secenteschi fu ceduta ai Pasinetti, anch'essi veneziani. Questo passaggio di proprietà non è però attestato in quanto la documentazione dell'epoca non è reperibile.
Attorno al 1870 venne acquistata dai Rodella che intrapresero un restauro con importanti rimaneggiamenti. Venduta a un'asta giudiziaria nel 1999, nel 2005 è stata acquistata dall'allora governatore regionale Giancarlo Galan. Condannato in seguito alla cosiddetta "vicenda MOSE", dall'ottobre 2014 vi ha scontato gli arresti domiciliari. Nell'ottobre del 2015 si è trasferito in un'altra proprietà e nel novembre successivo ha deciso di cederla allo Stato italiano per saldare i 2,6 milioni di euro previsti dal patteggiamento.

## Edificio
Villa Rodella si articola in due livelli cui vanno aggiunti i vani cantinati. Presenta uno sviluppo prevalentemente orizzontale a causa della barchessa, che si allunga dal lato orientale della casa padronale; si caratterizza per la presenza di cinque arcate, tamponate quando fu convertita in residenza per la servitù.
La casa padronale presenta la parte centrale, quella contenente il salone passante, in aggetto rispetto al volume retrostante. Il portale di ingresso, accessibile da un terrazzo in trachite, è archivoltato e affiancato da due finestre simili. Al piano nobile si apre una trifora a serliana, costituita da una portafinestra centrale archivoltata, aperta su un balconcino a colonnine, e da due finestre laterali architravate. Il tutto è sormontato da un timpano triangolare su cui si imposta la copertura a capanna; ai vertici sono collocate degli elementi decorativi acroteriali.
Presso l'intersezione tra il corpo in aggetto e il volume retrostante, sul lato ovest, si notano le tracce di una scala a chiocciola. Degni di nota anche due grandi camini addossati al retro.
Sul canale Bisatto, di fronte al cancello di ingresso, sussiste un antico punto di attracco per le imbarcazioni.